# Ronaldo V-Football
Ronaldo V-Football, conocido en los Estados Unidos como Ronaldo V-Soccer, es un videojuego desarrollado por  PAM Development y distribuido por Infogrames. Fue lanzado al mercado en el año 2000 para las consolas PlayStation y Game Boy Color. El juego fue avalado por el futbolista brasileño Ronaldo, que en aquella época era uno de los futbolistas más reconocidos del mundo. Este fue el único juego avalado exclusivamente por el jugador.

## Selecciones Nacionales

### America
| - Argentina - Brasil - México - Chile - Colombia - Dominica - Bahamas - Cuba - Panamá - Trinidad y Tobago - República Dominicana - Haití - Paraguay - Estados Unidos - Bolivia | - Uruguay - Perú - Jamaica - San Vicente y las Granadinas - Costa Rica - Canadá - Venezuela - Nicaragua - Guyana - Surinam - Canadá - Ecuador - El Salvador - Barbados - Guatemala |

### Europa
| - Francia - Países Bajos - Croacia - Italia - Alemania - Albania - Andorra - Inglaterra - España - Noruega - Azerbaiyán - Dinamarca - Yugoslavia - Rumania - Ucrania - Escocia - Portugal - Bélgica - Bulgaria | - Rusia - República Checa - Suecia - Austria - Irlanda - Turquía - Eslovaquia - Finlandia - Grecia - Polonia - Suiza - Hungría - Israel - Letonia - Islandia - Luxemburgo - Lituania - Gales - Irlanda del Norte |

### África
| - Nigeria - Marruecos - Camerún - Senegal - Malí - Togo - Burundi - Etiopía - Túnez - Sudáfrica - Angola - Liberia - Argelia - Costa de Marfil - Ghana | - Kenia - Gabón - Malaui - Egipto - Namibia - Tanzania - Mauricio - Ruanda - Sudán - Botsuana - Congo - Libia - Madagascar - Eritrea - Níger |

### Asia y Oceanía
| - Japón - Corea del Sur - Irán - Bangladés - Irak - Corea del Norte - Tailandia - Arabia Saudita - Australia - Uzbekistán - China - Malasia - Kuwait - Sri Lanka - Emiratos Árabes Unidos | - Afganistán - Catar - Pakistán - Nueva Zelanda - Baréin - Fiyi - Hong Kong - Jordania - Malasia - Papúa Nueva Guinea - Brunéi - Siria - Filipinas - Vietnam - Camboya |

### Equipos Extra
- African All-Stars
- Asian All-Stars
- Brasil All-Stars
- Europa All-Stars

## Mecánica de Juego
El juego cuenta con 176 equipos internacionales (algunos con nombres de jugadores reales, otros no) que pueden usarse en cinco modos de juego: Modo Exposición, Modo Copa Arcade, Modo Resistencia, Modo Torneos y la Copa V-Football (el equivalente de la Copa Mundial en el juego). Los equipos All-Star se desbloquean como recompensa por ganar competiciones. Quince estadios (algunos basados en ubicaciones reales) están disponibles para jugar, con configuraciones para el día y la noche, así como condiciones climáticas soleadas, lluviosas o con niebla.

### Modo Exhibición
El Modo Exhibición es una opción de partido rápido. Este modo permitió jugar hasta cuatro jugadores a través de PlayStation multitap. La versión de Game Boy Color no era compatible con el juego multijugador. 

### Copa Arcade
La Copa Arcade es una competencia eliminatoria de 16 equipos donde el jugador no puede perder más de tres veces y tiene que vencer a los 16 equipos. Este modo de juego no cuenta con una opción multijugador.

### Modo Resistencia
Esta modalidad es un desafío de cinco divisiones en el que los jugadores deben vencer a otros ocho equipos para ascender al siguiente rango. El modo de resistencia se completa cuando el jugador alcanza el punto más alto en el rango final.

### Torneos
Hay varios torneos en el juego, cada uno de ellos en un continente diferente. Los torneos están disponibles tanto en torneos como en modelos de liga. 
| - Continental Cup - Supreme Cup - Continental League | - Intercontinental League - Custom Cup - Custom League |

### Copa V-Football
El objetivo principal del juego es ganar la Copa V-Football. La Copa V-Football tiene un esquema similar a la Copa Mundial de la FIFA; el jugador tiene que calificar para el campeonato ganando un campeonato continental, colocarse entre los dos primeros en su tabla de grupo y luego llegar a la final ganando los partidos eliminatorios que siguen a la fase de grupos

## Estadios
| - Sportpark Olympia - Bundesstadion - Stadio Azurro - Conquistador Arena - Stadio Adriatico - Yolkstadion - Nordvallen | - Stadio Costa del Sol - Cosmos Stadium - Arena des Champions - Apollo Coliseum - Stade de Géants - Stadio Monumental - Legendary Park - Island Ground |